# 김대식 (1962년)
김대식(金大植, 1962년 8월 11일~)은 대한민국의 대학 교수, 총장 출신 정치인이다. 제22대 국회의원이다.

## 학력
- 해운국민학교 졸업
- 함평중학교 졸업
- 함평고등학교 중퇴
- 경남고등학교 부설 방송통신고등학교
- 1981년~1985년 동의대학교 일어일문과 학사
- 1986년~1988년 한남대학교 대학원 일어일문학 석사
- 1995년~2000년 오타니대학교 대학원 문학 박사

## 경력
- 1989년 9월~1995년 2월: 경남정보대학 일본어학과 교수
- 1995년 3월: 동서대학교 일본어학과 교수
- 2001년 1월~2006년 12월: 동서대학교 학생취업복지처 처장
- 2002년 1월~2004년 12월: 대한일어일문학회 회장
- 2004년 1월~2005년 12월: 한국일본학연합회 회장
- 2006년 6월~2007년 6월: 제32대 전국대학교 학생처장협의회 회장
- 2007년 7월~2007년 12월: 바른대학교육실천협의회 회장
- 2007년 12월~2008년 2월: 제17대 대통령직인수위원회 사회교육문화분과위원회 인수위원
- 2008년 6월~2010년 3월: 민주평화통일자문회의 사무처장
- 2011년 1월~2011년 11월: 국민권익위원회 부위원장
- 2013년 1월~2015년 12월: 재외동포정책위원회 민간위원
- 2017년 7월~2018년 7월: 여의도연구원 원장
- 2017년 12월~2018년 2월: 자유한국당 지방선거기획위원회 위원
- 2018년 2월~2018년 5월: 자유한국당 지방선거총괄기획단 지방선거기획본부 위원
- 2018년 2월~2018년 5월: 자유한국당 지방선거총괄기획단 여론조사팀장
- 2018년 3월~2018년 6월: 2018년 재보궐선거 자유한국당 공약개발단 부단장
- 2018년 3월~2018년 9월: 자유한국당 부산광역시당 해운대구 을 당원협의회 위원장
- 2021년 1월~2022년 2월: 동서대학교 대외협력 부총장
- 2022년 2월~2024년 2월: 제11대 경남정보대학교 총장
- 2022년 8월~2024년 3월: 학교법인 동서학원 교육이사
- 2024년 3월~2024년 4월: 제22대 국회의원 선거 국민의힘 부산광역시당 선거대책위원회 문화예술체육본부장
- 2024년 4월 10일 대한민국 제22대 국회의원 선거 당선(부산 사상구, 국민의힘, 초선)
- 2024년 5월~: 국민의힘 부산광역시당 사상구 당원협의회 위원장
- 국민의힘 국회의원 44명 초선의원 모임 대표
- 2024년 6월~2024년 7월: 국민의힘 정책위원회 산하 시급한 민생 현안 해결을 위한 교육개혁특별위원회 위원
- 2024년 9월~2024년 10월: 2024년 하반기 재보궐선거 국민의힘 부산광역시당 부산광역시 금정구청장 보궐선거 선거대책위원회 교육문화예술대책본부장
- 2024년 9월~: 국민의힘 호남동행 국회의원 발대식 명예의원(전라남도 고흥군 겸 함평군)
- 2024년 12월~2024년 12월: 국민의힘 권성동 원내대표 비서실장
- 2024년 12월~2025년 4월: 국민의힘 원내수석대변인
- 2025년 4월~2025년 4월: 국민의힘 홍준표 제21대 대통령 선거 경선후보 무대홍 캠프 비서실장
- 2025년 5월~2025년 6월: 제21대 대통령 선거 국민의힘 김문수 대통령 후보 부산 선거대책위원회 대외협력총괄본부장
- 2025년 5월~2025년 6월: 제21대 대통령 선거 국민의힘 김문수 대통령 후보 직속 직능총괄본부 대외협력위원장
- 2025년 6월~2025년 6월 국민의힘 원내대표 선출을 위한 선거관리위원회 위원
- 2025년 7월~2025년 8월 국민의힘 비상대책위원

### 의정활동
- 2024. 5.~ 제22대 국회의원(부산 사상구, 국민의힘, 초선)
  - 2024. 6.~ 제22대 국회 전반기 교육위원회 위원
    - 제22대 국회 전반기 교육위원회 예산결산기금심사소위원회 위원
    - 제22대 국회 전반기 교육위원회 청원심사소위원회 위원장
    - 제22대 국회 전반기 교육위원회 의학교육소위원회 위원

  - 대한민국 미래혁신포럼 구성의원
  - 서민금융활성화 및 소상공인지원포럼 구성의원
  - 자유경제포럼 구성의원
  - 2024. 12.~2024. 12. 제22대 국회 헌법재판소 재판관(마은혁·정계선·조한창) 선출에 관한 인사청문특별위원회 위원
  - 2024. 12.~2025. 7. 제22대 국회 전반기 국회운영위원회 위원
    - 제22대 국회 전반기 국회운영위원회 청원심사소위원회 위원

  - 2025. 1.~ 제22대 국회 12.29 여객기 참사 진상규명과 피해자 및 유가족의 피해구제를 위한 특별위원회 위원
    - 제22대 국회 12.29 여객기 참사 진상규명과 피해자 및 유가족의 피해구제를 위한 특별위원회 피해자와 유가족 지원 및 추모사업 지원 소위원회 위원

  - 2025. 6.~ 제22대 국회 예산결산특별위원회 위원

## 수상
- 대한일어일문학회 학술상
- 2009년 홍조근정훈장
- 2012년 홍조근정훈장
- 2013년 12월 제3회 대한민국 성공대상 재외동포봉사부문

## 역대 선거 결과
|  | 13.39% |

|  | 35.00% |

|  | 52.63% |

## 소속 정당
| 소속 정당 | 소속 정당  | 소속 기간 | 비고      |
| --------- | ---------- | --------- | --------- |
|           | 한나라당   | 2010~2012 | 정계 입문 |
|           | 새누리당   | 2012~2017 | 당명 변경 |
|           | 자유한국당 | 2017~2020 | 당명 변경 |
|           | 미래통합당 | 2020      | 합당      |
|           | 국민의힘   | 2020~현재 | 당명 변경 |

## 같이 보기
- 부산 사상구의 국회의원
- 사상구 (선거구)